# نیمبی
نیمبی (به اسپانیایی: Ñemby) شهری در کشور پاراگوئه، ناحیه مرکزی است که جمعیت آن در سرشماری سال ۲۰۰۲ میلادی ۷۱٫۹۰۹ نفر بوده‌است.